# Jakimanka
Il quartiere Jakimanka (in russo Район Якиманка?) è un quartiere di Mosca sito nel Distretto Centrale. Occupa la metà occidentale del quartiere storico di Zamoskvoreč'e
Nel suo territorio si trovano il Parco Gorkij, la galleria Tret'jakov e la parte occidentale della grande isola artificiale in mezzo alla Moscova.
Prende il nome dalla sua via principale, Jakimanka, divenuta Bol'šaja Jakimanka alla fine del XVIII secolo. La via a sua volta prende il nome dalla chiesa dei Santi Gioacchino e Anna, ivi costruita nel 1493 e demolita nel 1933.